# Церква Святих Бориса і Гліба (Велика Березовиця)
Церква Святих Бориса і Гліба у Великій Березовиці — парафія і храм греко-католицької громади Великоберезовицького деканату Тернопільсько-Зборівської архієпархії Української греко-католицької церкви в смт Велика Березовиця Тернопільського району Тернопільської области.

## Історія церкви
Парафія була утворена 2 грудня 2010 року. Наразі храм знаходиться на етапі будівництва. Архітектором є Михайло Нетриб'як, а головним жертводавцем — Галина Дорошенко.
При парафії діють такі спільноти: братство Матері Божої Неустанної Помочі, спільнота «Матері в молитві», «Українська молодь — Христові», Марійська дружина та Вівтарна дружина.
Катехизацію проводять священник Іван Бойчук разом з катехитами Любов Венятою та Вірою Бойчук у школі та церковному проборстві.
Функціонують дитячий та дорослий церковні хори.

## Парохи
- о. Ігор Бойчук (з грудня 2010).